# Esquí alpí als Jocs Olímpics d'hivern de 1972
Als Jocs Olímpics d'Hivern de 1972 celebrats a la ciutat de Sapporo (Japó) es disputaren sis proves d'esquí alpí, tres en categoria masculina i tres més en categoria femenina. Les proves es realitzaren entre els dies 5 i 13 de febrer de 1972, sent disputades les proves de descens a les instal·lacions d'Eniwa i la resta a les instal·lacions de Teine-ku.
Hi participaren un total de 143 esquiadors, entre ells 93 homes i 50 dones, de 27 comitès nacionals diferents.

## Resum de medalles

### Categoria masculina
| Prova                  | Or                  | Argent           | Bronze           |
| Descens detalls        | Bernhard Russi      | Roland Collombin | Heinrich Messner |
| Eslàlom gegant detalls | Gustav Thöni        | Edmund Bruggmann | Werner Mattle    |
| Eslàlom detalls        | Francisco Fdz Ochoa | Gustav Thöni     | Roland Thöni     |

### Categoria femenina
| Prova                  | Or                 | Argent                | Bronze           |
| Descens detalls        | Marie-Theres Nadig | Annemarie Moser-Pröll | Susan Corrock    |
| Eslàlom gegant detalls | Marie-Theres Nadig | Annemarie Moser-Pröll | Wiltrud Drexel   |
| Eslàlom detalls        | Barbara Cochran    | Danielle Debernard    | Florence Steurer |

## Medaller
| Posició | País         | Or | Argent | Bronze | Total |
| 1       | Suïssa       | 3  | 2      | 1      | 6     |
| 2       | Itàlia       | 1  | 1      | 1      | 3     |
| 3       | Estats Units | 1  | 0      | 1      | 2     |
| 4       | Espanya      | 1  | 0      | 0      | 1     |
| 5       | Àustria      | 0  | 2      | 2      | 4     |
| 6       | França       | 0  | 1      | 1      | 2     |
|         |              |    |        |        |       |
| Total   | Total        | 6  | 6      | 6      | 18    |